# Els exàmens
Els exàmens (títol original en francès: Baccalauréat; en romanès: Bacalaureat; i internacionalitzada en anglès: Graduation) és una pel·lícula francesa-romanesa de 2016 dirigida per Cristian Mungiu. Va ser presentada en selecció oficial al Festival de Canes de 2016, on va assolir el Premi a la millor direcció. L'obra s'ha doblat al català.

## Argument

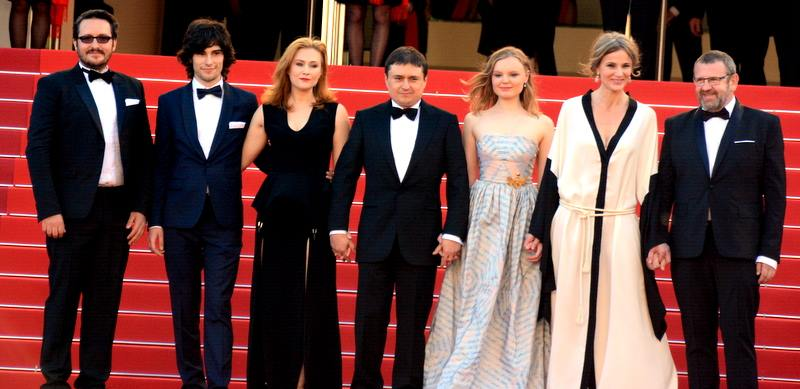
L'equip del film al festival de Canes

En una ciutat de Transsilvània, viuen en Romeo, metge, i la seva dona, que tenen posades moltes esperances en la seva filla Eliza perquè pugui fer estudis superiors a l'estranger. Excel·lent alumna, encara ha de passar el seu batxillerat, però la vetlla de l'examen és agredida.

## Repartiment
- Adrian Titieni com a Romeo
- Maria-Victoria Drăjagudesș com a Eliza, la filla de Romeo
- Lia Bugnar com a Magda, la dona de Romeo
- Malina Manovici com a Sandra, l'amant de Romeo
- Vlad Ivanov com a l'inspector en cap
- Escàsș Andrici com a Marius, l'amic de l'Eliza
- Gheorghe Ifrim com a agent Sandu
- Adrian Vancica com a Gelu
- Ioachim Ciobanu com a sospitós núm. 1
- Valeriu Andriuta com a sospitós núm. 4

## Rebuda de la crítica
L'acollida de la crítica és globalment positiva: en el lloc Allociné la mitjana de les crítiques és de 4,0/5, i les crítiques dels espectadors de 3,6/5.
- Per Thomas Sotinel de Le Monde, la pel·lícula porta «un pessimisme colèric i una mirada implacable sobre la classe mitjana romanesa. […] (És) un examen, minuciós i en un primer moment deslligat, del que és aquí presentat com un dels fonaments de la societat romanesa contemporània, el tràfic d'influències. […] (Descriu) l'aprenentatge de la corrupció per un home honest i el fulminant contagi d'aquest mal que alguns estimen necessari. […] El director destaca aquí a la posada en evidència dels mecanismes del compromís i de la seva influència sobre totes les empreses humanes.».[5]
- Per Thierry Chèze de L'Express, Mungiu ausculta brillantment la societat romanesa i lliure «una obra de molt alt nivell. Un poc més de dues hores on el mestratge simple i precís de la seva posada en escena acompanya de la més brillant de les maneres un relat al voltant d'un pare de família que es debat entre els seus principis de sempre i la realitat qui l'empeny a envoltar-los. […] Mungiu aixeca el retrat de la societat romanesa d'avui, de petits i grans arranjaments amb la llei que han sobreviscut a la caiguda de Ceaucescu on un sistema semblant s'havia erigit en forma de conducta pels mandataris del règim.».[6]
- Per Jean-Michel Frodon a Slate, «[la pel·lícula] és una història d'avui, la història d'un fracàs. El fracàs d'una generació d'homes i de dones de bona voluntat […] En el cas del seu país, Romania, això es tradueix més concretament per l'atzucac on es troben els que han intentat reconstruir el país sobre bases sanes després de la caiguda del règim de Ceausescu. […] Observant debatre els seus protagonistes, el cineasta no jutja ni dictamina. Pren nota de les esperances i de les angoixes, de les debilitats i de les forces de cadascun i cadascuna.» és una història d'avui, la història d'un fracàs.[7]

## Premis
- Festival de Canes de 2016: Premi a la millor direcció[2]